# (14074) Riccati
(14074) Riccati es un asteroide perteneciente al cinturón de asteroides, descubierto el 11 de julio de 1996 por el Equipo del Observatorio de San Vittore desde el propio observatorio, en Italia.

## Designación y nombre
(14074) Riccati se designó inicialmente como 1996 NS.
Más adelante fue nombrado en honor a la familia de matemáticos italianos de Jacopo Francesco Riccati (1676-1754) y sus hijos Vincenzo (1707-1775), Giordano (1709-1790) y Francesco (1718-1791) quienes escribieron principalmente sobre ecuaciones diferenciales, geometría y la obra de Newton. La ecuación diferencial de Riccati es famosa.

## Características orbitales
(14074) Riccati orbita a una distancia media del Sol de 3,047 ua, pudiendo acercarse hasta 2,788 ua y alejarse hasta 3,305 ua. Tiene una excentricidad de 0,085 y una inclinación orbital de 9,817° grados. Emplea en completar una órbita alrededor del Sol 1942,25 días.
Los próximos acercamientos a la órbita de Júpiter ocurrirán el 26 de mayo de 2073, el 16 de agosto de 2121 y el 29 de enero de 2131.

## Características físicas
Su magnitud absoluta es 13,58.